# 寻回犬

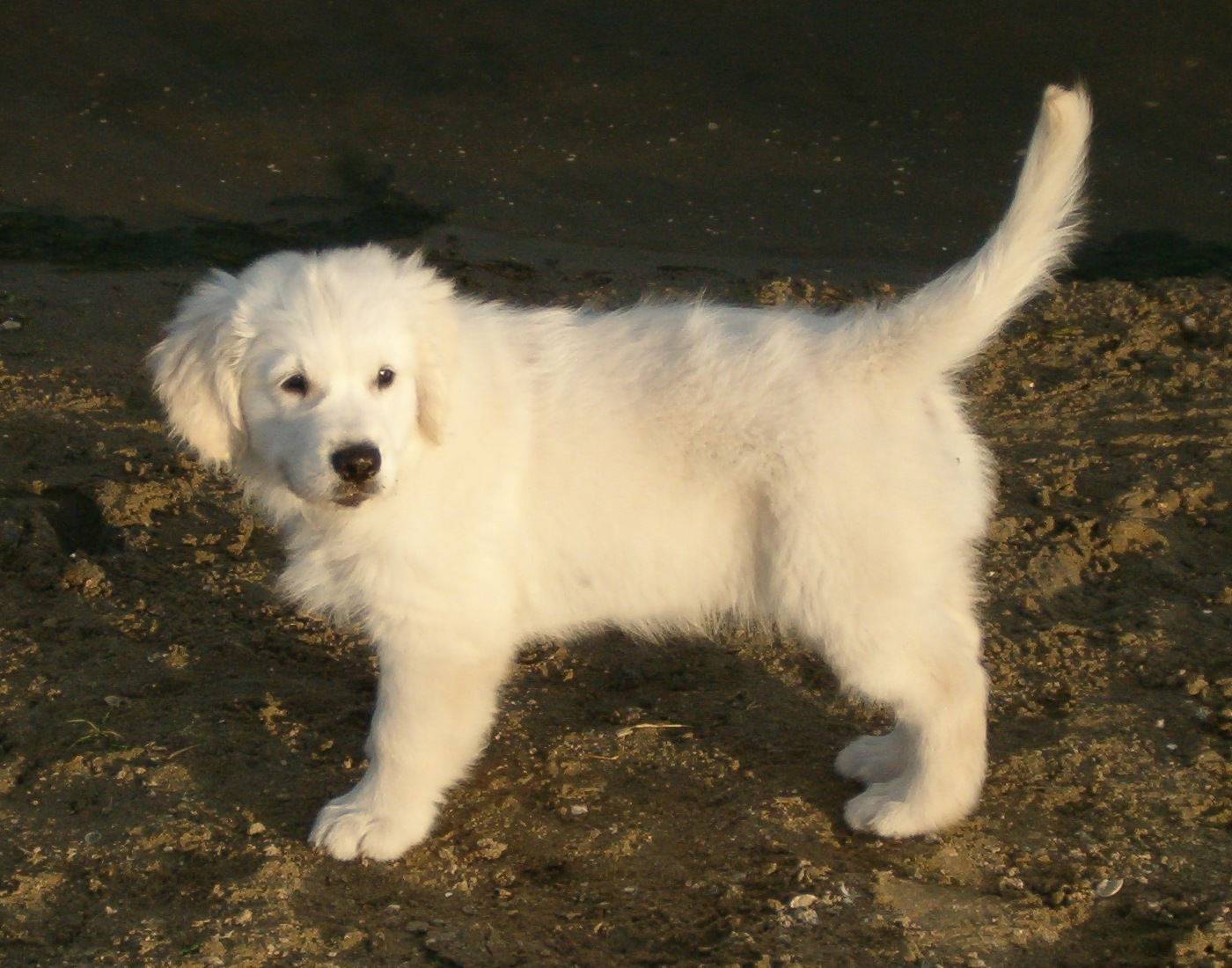
黃金獵犬小狗，喜歡討好人的犬種

寻回犬（英語：retriever）是枪猎犬的一类，善于为猎人寻回猎物。枪猎犬通常分为指向犬、激飞犬和寻回犬三大类，寻回犬负责在成功击杀猎物后跑腿寻取猎物（通常是禽类）并完好地叼回交给猎人。虽然猎鹬犬和其它指向犬也经常寻回猎物，而许多寻回犬也能主动寻找猎物，但是寻回犬的突出之处在于咬合力较轻，能不加破坏地将猎物叼回。“硬嘴”（咬合太狠）是许多猎犬品种很难纠正的重要缺陷，会将猎物咬坏变得无法展示或者干脆不能食用。寻回犬的嘴较软，可以保证猎物完好，而且喜欢讨好、学习和服从人类，因此以无遗漏地寻回猎物作为首要功能。
寻回犬的温顺友好的习性和聪明好学的可训练性使得诸如拉布拉多寻回犬和金毛寻回犬这样的犬种成为宠物和导盲犬等工作犬的首选。

## 品种
寻回犬包括：
- 美国水猎犬（American Water Spaniel）
- 长卷毛猎犬（Barbet）
- 帕金猎犬（Boykin Spaniel）
- 乞沙比克獵犬（Chesapeake Bay Retriever）
- 灯心绒贵宾犬（Corded Poodle）
- 卷毛寻回犬（Curly-Coated Retriever）
- 直毛寻回犬（Flat-Coated Retriever）
- 爱尔兰水猎犬（Irish Water Spaniel）
- 金毛寻回犬（Golden Retriever）
- 拉布拉多寻回犬（Labrador Retriever）
- 新斯科舍诱鸭觅拾犬（Nova Scotia Duck Tolling Retriever）
- 贵宾犬（Poodle）
- 葡萄牙水犬（Portuguese Water Dog）

其它有寻回技能的犬：
- 美国可卡犬（American Cocker Spaniel）
- Drentse Patrijshond（Dutch Partridge Dog）
- 英国可卡犬（English Cocker Spaniel）
- 英国史賓格犬（English Springer Spaniel）
- Epagneul Pont-Audemer
- 德國長毛波音達犬
- 德國短毛波音達犬
- German Wirehaired Pointer
- Hungarian Vizsla
- Italian Spinone
- Weimaraner
- Welsh Springer Spaniel

PS：帕金猎犬（Boykin Spaniel）经常用于猎物寻回，但最初是最为涉禽或者火鸡激飞犬。很多人会将它作为激飞猎鹬犬而不是寻回犬。同样，美国水猎犬可以列为两类的任一个。贵宾狗这样的狗现在几乎完全不再用于狩猎，它们很难分类，但它们的传统角色曾经是寻回犬。